# Clepsis neglectana
Clepsis neglectana là một loài bướm đêm thuộc họ Tortricidae. Nó được tìm thấy ở hầu hết châu Âu, cũng như dãy núi Ural, Bắc Phi, Near East và Trung Á.
Sải cánh dài 12–16 mm. Con trưởng thành bay vào tháng 4 và again từ tháng 6 đến tháng 7 in Europe.
Ấu trùng ăn các loài Fragaria.